# Orde van de Glorie van de Arbeid (Bulgarije)

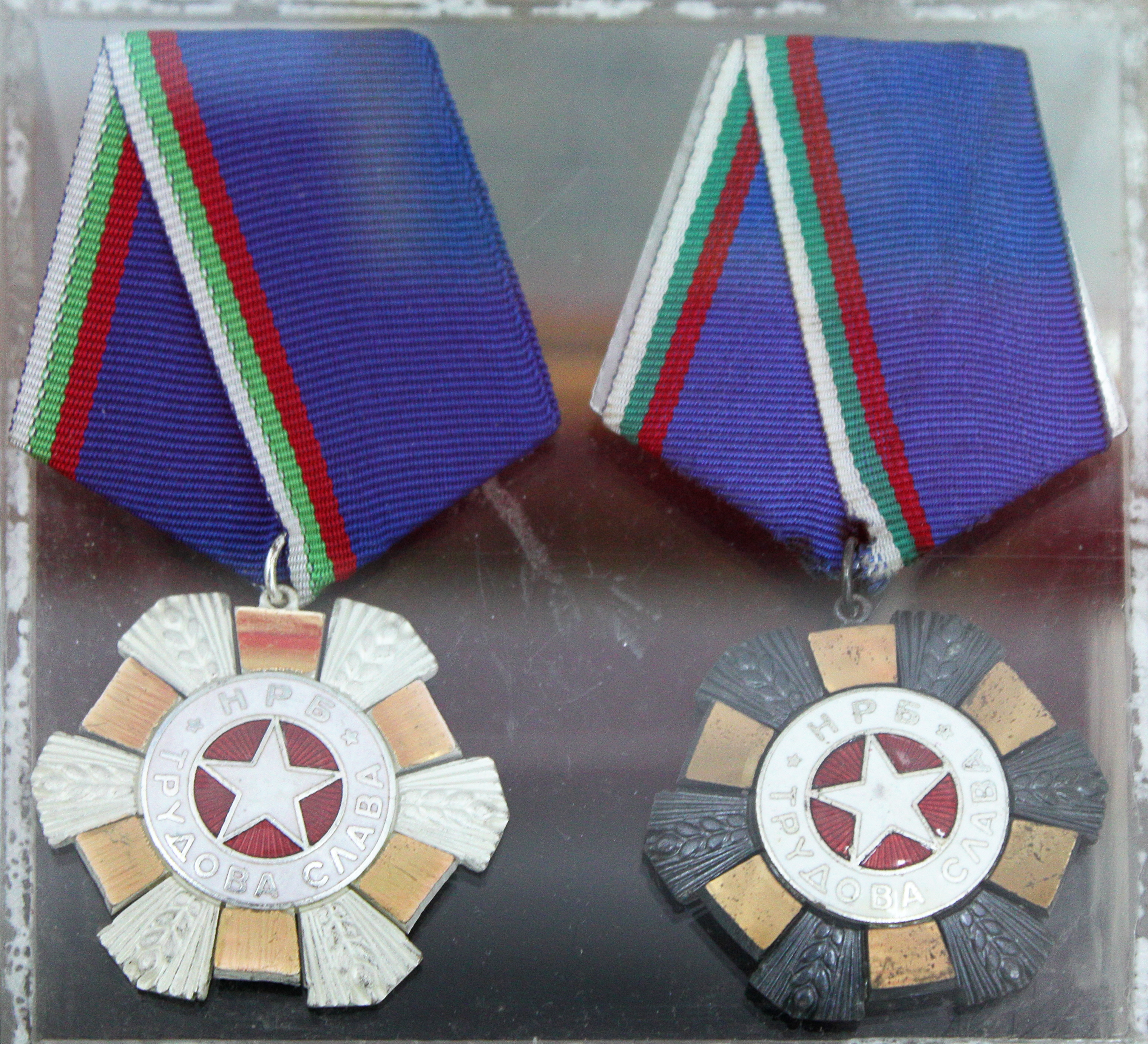
Orde van de Glorie van de Arbeid

De Orde van de Glorie van de Arbeid (Bulgaars: Орден Трудовая Слава) was een in 1974 ingestelde Bulgarije Orde en kende drie graden.
- Eerste klasse: Een gouden zespuntige ster met zes gouden aren en daarop een medaillon met rode ster en op een witte band daaromheen de woorden: ”"* НРБ * ТРУДОВА СЛАВА"”.
- Tweede klasse: Een zilveren zespuntige ster met zes gouden aren en daarop een medaillon met rode ster en op een witte band daaromheen de woorden: ”"* НРБ * ТРУДОВА СЛАВА"”.
- Derde klasse: Een zilveren zespuntige ster met zes zilveren aren en daarop een medaillon met rode ster en op een witte band daaromheen de woorden: ”"* НРБ * ТРУДОВА СЛАВА"”.

Het lint was blauw met links een bies in de kleuren van de Bulgaarse vlag.